# Lijst van weg- en veldkapellen in Brecht
Dit is een onvolledige lijst van veldkapellen in de gemeente Brecht. Kapelletjes komen vooral voor in katholieke gebieden van o.a. Nederland en België, en werden dikwijls gebouwd ter verering van een heilige. Ze zijn te vinden langs wegen in het buitengebied, maar komen ook voor binnen de bebouwde kom.
| Kapel                                     | Adres               | Plaats              | Bouwperiode    | Architect                  | Foto |
| ----------------------------------------- | ------------------- | ------------------- | -------------- | -------------------------- | ---- |
| Onze-Lieve-Vrouw van Zeven Weeënkapel     | Broeckhovenstraat 5 | Brecht              | 1642           |                            |      |
| Sint-Theobalduskapel                      | Tilburgbaan 69      | Brecht              | 1613           | Jan Sel (restauratie 1937) |      |
| Onze-Lieve-Vrouw van Lourdeskapel         | Hogebaan            | Sint-Job-in-'t-Goor | Begin 20e eeuw |                            |      |
| Onze-Lieve-Vrouw Onbevlekt Ontvangenkapel | Dorpsstraat         | Sint-Lenaarts       | 1855           |                            |      |